# Ospedale Umberto I (Il Cairo)
L'Italian Hospital Umberto I (in arabo: المستشفى الإيطالي بالقاهرة) è un ospedale italiano della città del Cairo. È considerato un punto di riferimento sanitario d'eccellenza per l'intero Egitto.

## Descrizione
Tra i fondatori vi fu il chirurgo siciliano Empedocle Gaglio nel 1903. Con oltre 11 reparti, 18 sale di rianimazione, 750 dipendenti, 400 posti letto e oltre 50,000 pazienti all'anno è la struttura sanitaria italiana più grande del continente africano. È gestita dalle suore missionarie comboniane.

### Storia

#### Fondazione e costruzione
Già nei primi anni del 1900, nella capitale, si era presentata la necessità di dotarsi di un nuovo ospedale italiano accanto ai già esistenti francese, tedesco ed austro-ungarico. L'allora Ospedale Franco, poi Europeo, che fu di fondazione italiana, risalente al 1817, fu dismesso. Per questo motivo la Società italiana di Beneficenza creò una colletta pubblica di fondi a cui partecipò anche la famiglia reale italiana, individuando un'area di 15.0000 metri quadrati di terreno nel quartiere Abbassieh. Il 14 dicembre 1900 la società, in seduta comune, presieduta del console italiano Odoardo Toscani, deliberò in favore dell'intitolazione dell'ospedale al re Umberto I, defunto da poco a seguito di un attentato.
Nel gennaio 1901 fu indetto un concorso d'idee per la progettazione dell'edificio, riservato agli architetti ed ingegneri residenti in Egitto. La commissione scelse tra 11 proposte: vinse il progetto "Pro Patria" dell'architetto Luigi Tosi.
La posa della prima pietra avvenne il 24 dicembre 1902, in cui fu inserita una pergamena celebrativa, alla presenza della marchesa Camilla, consorte del diplomatico Giuseppe Salvago Raggi. L'inaugurazione avvenne il 20 dicembre 1903. Della direzione sanitaria dell'ospedale furono incaricati i medici Empedocle Gaglio (che lo diresse per oltre quarant'anni) e Romano Tonin.
Il 23 febbraio 1933 l'ospedale ricevette la visita dei sovrani Vittorio Emanuele III ed Elena di Savoia che nell'occasione posero la prima pietra della costruenda casa di riposo annessa.